# Westelijke dwergsalangaan
De westelijke dwergsalangaan (Collocalia affinis) is een vogel uit de familie der Apodidae (gierzwaluwen).

## Kenmerken
De vogel is 9 tot 10 cm lang en weegt 8 tot 11 gram. De westelijke dwergsalangaan is een kleine gierzwaluw, meestal de kleinste binnen het gebied. De mannetjes en vrouwtjes lijken sterk op elkaar. De bovenzijde is zwart met een blauwgroene gloed. De kin en de keel zijn grijs gekleurd met stippels en streepjes waarin het grijs geleidelijk overgaat in egaal vuilwit op de buik. De staart is niet gevorkt en de staartveren zijn donker.

## Voortplanting
Het nest wordt samengesteld uit plantenvezels en bladeren, terwijl andere salanganen hiervoor speeksel gebruiken.

## Verspreiding en leefgebied
Deze standvogel komt voor in een groot gebied dat zich uitstrekt van eilanden in de oostelijke Indische Oceaan tot aan de Grote Soenda-eilanden. Hierbinnen worden vijf ondersoorten onderscheiden.
- C. a. affinis: de Andamanen en Nicobaren.
- C. a. elachyptera: Mergui-archipel (nabij zuidelijk Myanmar).
- C. a. vanderbilti: Nias.
- C. a. oberholseri: Mentawai-eilanden.
- C. a. cyanoptila: Malakka, Borneo, Sumatra en de nabijgelegen eilanden.

## Status
De Westelijke dwergsalangaan komt niet als aparte soort voor op de lijst van het IUCN, maar is daar een ondersoort van de witbuikdwergsalangaan (Collocalia esculenta affinis).